# Mauritania Airlines
 (janvier 2018).
Si vous disposez d'ouvrages ou d'articles de référence ou si vous connaissez des sites web de qualité traitant du thème abordé ici, merci de compléter l'article en donnant les références utiles à sa vérifiabilité et en les liant à la section « Notes et références ».
Mauritania Airlines International est la compagnie nationale de Mauritanie, lancée en décembre 2010 précipitant l'arrêt de Mauritania Airways. Entièrement détenue par l’État, elle dessert quinze destinations en Afrique et en Europe avec une flotte de huit avions.
Le 13 juin 2025, la compagnie annonce cesser ses activités[réf. nécessaire].

## Histoire
Symbole de la souveraineté nationale, Mauritanian Airlines International (Mauritania Airlines) est une société Nationale à capitaux publics, elle a été créée par décret n° 169-2009 du 3 mai 2009. Son siège social se situe à Nouakchott.
En créant MAURITANIA AIRLINES, les pouvoirs publics ont souhaité doter le pays d’un outil de souveraineté pour remplir les missions d’intérêt national et de pallier le déficit existant dans le secteur du transport aérien, d’une part, et d’autre part, le pourvoir d’un outil capable de contribuer efficacement au développement économique.
Au démarrage des activités en 2011, Mauritania Airlines exploite une flotte composée de 3 Boeing 737 (deux 500 et un 700), le premier vol commercial a été assuré le 10 juillet 2011.

## Destinations
Mauritania Airlines dessert quatorze aéroports en Afrique et un aéroport en Europe.

### En Europe
- Las Palmas de Gran Canaria, Espagne

### En Afrique
- Cotonou, Bénin
- Brazzaville, Congo
- Pointe-noire, Congo
- Abidjan, Côte d’Ivoire
- Libreville, Gabon
- Conakry, Guinée
- Bamako, Mali
- Casablanca, Maroc
- Nouadhibou , Mauritanie
- Zouerate, Mauritanie
- Néma (Mauritanie), MauritanieVol inaugural réussi Nouakchott-Néma de Mauritania Airlines!
- Dakar, Sénégal
- Tunis, Tunisie

La compagnie prevoit également de lancer des routes régionales à l'intérieur du pays.

## Flotte
Mauritania Airlines exploite un Embraer 145 (de 50 places), essentiellement pour les vols intérieurs et le réseau de proximité, ainsi que trois  Boeing 737 ( un 737-700, un 737-800 et un 737-MAX-8) ainsi que deux Embraer 175LR.
Dans le cadre de la modernisation de sa flotte, la compagnie a acquis un « 737-800 » au mois de Novembre 2016 sortant des usines de Boeing, et en décembre 2017, un Boeing 737-MAX 8 de nouvelle génération (premier avion de son genre livré par Boeing en Afrique) sortant des usines de Boeing à Renton a aussi été réceptionné par Mauritania Airlines.
Toujours dans sa politique d'expansion, Mauritania Airlines a réceptionné deux Embraer 175-LR de 76 places sortant des usines d'Embraer en novembre 2019.
- 1 Boeing 737-700 (immatriculé 5T-CLC)
- 1 Embraer ERJ 145 (immatriculé 5T-CLD)
- 1 Boeing 737-800 (immatriculé 5T-CLE)
- 1 Boeing 737Max8 (immatriculé 5T-CLJ)
- 2 Embraer E175LR (immatriculé 5T-CLL et 5T-CLO) commandés aux salon aéronautique de Farnborough 2018 et livré  en Avril 2019

## Destinations
Mauritania Airlines a sa base à l'aéroport international de Nouakchott-Oumtounsy (NKC). Elle y opère des vols courts et moyen-courriers.
Jusqu'en décembre 2012, elle figurait sur la « liste noire » de l'UE , mais en a depuis été retirée.
| Country               | City         | Airport                                      | Notes | Refs  |
| --------------------- | ------------ | -------------------------------------------- | ----- | ----- |
| Benin                 | Cotonou      | Cadjehoun Airport                            |       | [ 2 ] |
| Côte d'Ivoire         | Abidjan      | Félix-Houphouët-Boigny International Airport |       | [ 3 ] |
| Gabon                 | Libreville   | Léon-Mba International Airport               |       | [ 2 ] |
| Guinea                | Conakry      | Ahmed Sékou Touré International Airport      |       | [ 3 ] |
| Mali                  | Bamako       | Modibo Keita International Airport           |       | ,     |
| Mauritania            | Néma         | Néma Airport                                 |       | [ 4 ] |
| Mauritania            | Nouadhibou   | Nouadhibou International Airport             |       |       |
| Mauritania            | Nouakchott   | Nouakchott–Oumtounsy International Airport   |       |       |
| Mauritania            | Zouérat      | Tazadit Airport                              |       |       |
| Morocco               | Casablanca   | Mohammed V International Airport             |       | [ 3 ] |
| Republic of the Congo | Brazzaville  | Maya-Maya Airport                            |       |       |
| Republic of the Congo | Pointe-Noire | Agostinho-Neto International Airport         |       |       |
| Senegal               | Dakar        | Blaise Diagne International Airport          |       | ,     |
| Sierra Leone          | Freetown     | Freetown International Airport               |       |       |
| Spain                 | Las Palmas   | Gran Canaria Airport                         |       | [ 3 ] |
| Tunisia               | Tunis        | Tunis–Carthage International Airport         |       | [ 3 ] |

### Accords de partage de codes et d'interlignes
Mauritania Airlines a actuellement un accord de partage de codes avec Royal Air Maroc  et des accords interlignes avec APG Airlines  et Hahn Air.